# Premios La Silla
Los Premios La Silla es anual concedido por la Asociación Dominicana de Profesionales de la Industria del Cine (ADOCINE) en reconocimiento a la excelencia de los profesionales en la industria cinematográfica incluyendo directores, actores y escritores.Es ampliamente considerado el máximo honor en el cine dominicano junto con "los Premios Soberano" (de todo el espectáculo público).
El nombre de los Premios es un homenaje a la primera película dominicana del mismo nombre (1963) dirigida por Franklin Domínguez.
La primera ceremonia, dentro del marco del VII Festival de Cine Global, tuvo lugar el 17 de noviembre de 2013 en el Teatro Nacional Eduardo Brito en Santo Domingo, en honor a los logros cinematográficos obtenidos entre el 1 de noviembre del año 2012 y el 31 de octubre de 2013.La quinta ceremonia tuvo lugar el 31 de julio de 2018 en el auditorio de la Casa San Pablo, en honor a los logros de la industria cinematográfica dominicana obtenidos en el año 2017. Fue conducida por el presentador Luis José Germán Olivier.
El Premio a Mejor película es llevado tradicionalmente desde la primera entrega en la parte final del evento por el abogado de la Asociación Dominicana de Profesionales de la Industria del Cine, el licenciado Cirilo Guzmán en un maletín, quien con su firma legal revisa, notariza las votaciones, revistiendo esta categoría y todas las demás categorías ganadoras de legalidad.

## Historia
Diecinueve estatuillas fueron entregadas, premiando a artistas, directores y otras personalidades de la industria del cine dominicano por sus trabajos estrenados entre los años 2012 y 2013.
Durante la gala fueron homenajeados por su aporte al cine local: Franklin Domínguez, Ricardo Thorman, Ellis Pérez y Victoria Kluge (póstumo).
En estos primeros Premios, 18 películas compitieron en las diferentes categorías.

## Categorías
| - Mejor actor principal, desde el año 2013. - Mejor actor secundario, desde el año 2013. - Mejor actriz principal, desde el año 2013. - Mejor actriz secundaria, desde el año 2013. - Mejor musicalización, desde el año 2013. - Mejor canción, desde el año 2013. - Mejor cortometraje, desde el año 2013. - Mejor director, desde el año 2013. - Mejor diseño de producción, desde el año 2013. - Mejor vestuario, desde el año 2013. - Mejor documental, desde el año 2013. | - Mejor diseño de sonido, desde el año 2013. - Mejores efectos visuales, desde el año 2013. - Mejor director de fotografía, desde el año 2013. - Mejor guionista, desde el año 2013. - Mejor maquillaje, desde el año 2013. - Mejor edición, desde el año 2013. - Mejor película, desde el año 2013. - Mejor comedia, desde el año 2013. - Mejor dirección de arte, desde el año 2013. - Mejores efectos especiales, desde el año 2013. - Mejor productor, desde el año 2013. |

### Resumen de ganadores
La siguiente tabla muestra los vencedores en las principales categorías: mejor película, mejor director, mejor actor principal, mejor actriz principal, mejor actor secundario y mejor actriz secundaria.
| N.º  | Fecha                    | Película                                    | Director                                     | Actor                                    | Actriz                                 | Actor secundario                                    | Actriz secundaria                   | Presentador o Presentadora         | Audiencia |
| ---- | ------------------------ | ------------------------------------------- | -------------------------------------------- | ---------------------------------------- | -------------------------------------- | --------------------------------------------------- | ----------------------------------- | ---------------------------------- | --------- |
| 1.ª  | 17 de noviembre de 2013. | ¿Quién manda?                               | Ronni Castillo.                              | Frank Perozo.                            | Cheddy García.                         | Mikie Montilla.                                     | Victoria Fernández.                 | —                                  |           |
| 2.ª  | 19 de noviembre de 2014. | Código Paz.                                 | Pedro Urrutia.                               | Luis José Germán Olivier.                | Melymel.                               | Héctor Aníbal.                                      | Nashla Bogaert.                     | Mariel Guerrero.                   |           |
| 3.ª  | 18 de noviembre de 2015. | La Gunguna.                                 | Ernesto Alemany, La Gunguna                  | Gerardo "El Cuervo" Mercedes, La Gunguna | Geraldine Chaplin, Dólares De Arena    | Jalsen Santana, La Gunguna                          | Nashla Bogaert, La Gunguna          | Hony Estrella.                     |           |
| 4.ª  | 12 de mayo de 2017.      | La Familia Reyna                            | Francisco Tito Rodríguez, La familia Reyna   | David Maler, La familia Reyna            | Adalgisa Pantaleón, , La familia Reyna | Cuquín Victoria, La familia Reyna                   | Evelyna Rodríguez, La familia Reyna | Frank Perozo.                      |           |
| 5.ª  | 31 de julio de 2018.     | Veneno, primera caída: El relámpago de Jack | Tabaré Blanchard, Veneno                     | Jean Jean, Carpinteros                   | Judith Rodríguez, Carpinteros          | Pepe Sierra, Veneno y Ramón Candelario, Carpinteros | Ruth Emeterio, Azul magia           | Luis José Germán                   |           |
| 6.ª  | 8 de marzo de 2019.      | Lo que siento por ti                        | Leticia Tonos, Juanita                       | Iván Aybar, Un cuarto de Josué           | Cheddy García, Juanita                 | Yasser Michelén, Trabajo Sucio                      | Ruth Emeterio, Juanita              | Isaac Saviñón y Yelitza Lora       |           |
| 7.ª  | 3 de febrero de 2020.    | Miriam Mente                                | Natalia Cabral y Oriol Estrada, Miriam Mente | Félix Germán, El Proyeccionista          | Cindy Galán, El Proyeccionista         | Manny Pérez, La isla rota                           | Pachy Méndez, Miriam Mente          | Cheddy Garcia y Miguel Alcantara   |           |
| 8.ª  | 28 de agosto de 2022.    | Mis 500 locos                               | Leticia Tonos, Mis 500 locos                 | Luis José Germán, Mis 500 locos          | Avril Alcántara, Papi                  | Pavel Marcano, Mis 500 locos                        | Olga Bucarelli, Papi                |                                    |           |
| 8.ª  | 28 de agosto de 2022.    | Candela                                     | Hans García, La rasante                      | Vicente Santos, Liborio                  | Lumy Lizardo, Hotel Capellia           | Mario Núñez, La rasante                             | Nashla Bogaert, Hotel Coppelia      |                                    |           |
| 9.ª  | 3 de mayo de 2023.       | Rafaela                                     | Tito Rodríguez, Rafaela                      | Manuel Raposo, Rafaela                   | Judith Rodríguez, Rafaela              | Gerardo Mercedes, Rafaela                           | Ruth Emeterio, La otra lucha        | Miguel Alcantara                   |           |
| 10.ª | 19 de junio de 2024.     | Freddy                                      | Marcel Fondeur, El Vendedor de Arte          | Pepe Sierra, El Método                   | Cecilia García, La hembrita            | Gerardo Mercedes, Convivencia                       | Pachy Méndez, Convivencia           | Evelyna Rodriguez y Danilo Reynoso |           |

NOTA: Debido a la pandemia de COVID-19, los VIII Premios La Silla otorgaron dos conjuntos de premios a películas realizadas en 2021 y 2022.